# Lampertice (stacja kolejowa)
Lampertice – stacja kolejowa w miejscowości Lampertice, w kraju hradeckim, w Czechach. Znajduje się na wysokości 570 m n.p.m. Obecnie nie obsługuje ruchu pasażerskiego.
Jest zarządzana przez Správę železnic. Na stacji nie ma możliwości zakupu biletów, a obsługa podróżnych odbywa się w pociągu.

## Linie kolejowe
- 043 Trutnov - Žacléř